# Cabozoa
Cabozoa é um clado do Domínio Eukaryota (seres cujas células possuem núcleo individualizado) proposto por Cavalier-Smith para agrupar os supergrupos Rhizaria e Excavata.
O clado Cabozoa teve origem quando o primeiro antepassado comum aos supergrupos Excavata e Rhizaria, adquiriu cloroplastos através da ingestão e endosimbiose de uma alga verde com clorofilas "a" e "b". Este processo de endosimbiose secundária (miscigenação de duas células eucariotas) reflecte-se na estrutura mais complexa das membranas que rodeiam os cloroplastos. Nem todos os investigadores consideram que este grupo seja monofilético.